# Kenéz Nóra
Kenéz Nóra (Szombathely, 1996. szeptember 14. –) magyar modell és szépségkirálynő, a Miss Universe Hungary 2024 verseny győztese.

## Élete
Édesapja gyógyszerész, anyukája könyveléssel foglalkozik. Három testvérem van. Szombathelyen nőtt fel, 2015-ben érettségizett a Bolyai gimnáziumban. 2020-ban gyógyszerész diplomát szerzett, majd főállásban helyettesítő gyógyszerészként kezdett el dolgozni. Budapesten él.  2024-ben férjhez ment addigi párjához, Ujváry Benjamin személyi edzőhöz. 
2023. szeptember 29-én 3. helyezett ért el a Miss Universe Hungary szépségversenyen. Mindeközben a hivatalos győztes Blága Tünde lett, akit 2023-ban koronáztak meg, és részt vett a Miss Universe 2023-on San Salvadorban (El Salvador), ahol nem került be a Top 20-ba.
2024. szeptember 28-án megnyerte a Miss Universe Hungary szépségversenyt.
2024. november 16-án ő képviseli Magyarországot a Miss Universe 2024 szépségversenyt Mexikóban.